# Jedediah Slason Carvell
Jedediah Slason Carvell, homme politique canadien, servit comme Lieutenant-gouverneur de la province de l'Île-du-Prince-Édouard entre 1889 et 1894.